# Erisma gracile
Erisma gracile är en tvåhjärtbladig växtart som beskrevs av Adolpho Ducke. Erisma gracile ingår i släktet Erisma och familjen Vochysiaceae. Inga underarter finns listade i Catalogue of Life.